# Karl von Lukas
Karl Albert svobodný pán von Lukas (německy Carl Albert Freiherr von Lukas) (5. září 1860 Lvov – 8. března 1932 Berlín) byl rakousko-uherský generál. V c. k. armádě sloužil od roku 1879, řadu let strávil u různých posádek v Čechách a na Moravě (Praha, Brno, Kroměříž, Terezín, Plzeň). Na začátku první světové války vynikl jako velitel divize na východní frontě. Po těžkém zranění v prosinci 1914 byl přeložen na méně důležité posty posádkového velitele v Praze (1915–1916) a pevnosti v Krakově (1916–1917). Přes zdravotní postižení byl v roce 1917 povolán na italské bojiště, kde postupně velel dvěma armádním sborům. V roce 1917 byl povýšen do hodnosti generála pěchoty a v roce 1918 získal šlechtický titul barona. Po zániku monarchie byl v armádě penzionován a usadil se v Berlíně.

## Životopis
Pocházel z rodiny úředníka ve vojenské finanční správě. První vojenskou průpravu získal na kadetní škole v Sankt Pölten a na jezdecké škole v Hranicích, poté v letech 1876–1879 studoval na Tereziánské vojenské akademii ve Vídeňském Novém Městě. Do armády vstoupil v roce 1879 jako poručík a s 33. pěším plukem strávil několik let v Budapešti a Korneuburgu. V letech 1885–1889 si doplnil vzdělání na Válečné škole (K.u.k. Kriegsschule) ve Vídni a v hodnosti kapitána (1891) byl zařazen do sboru důstojníků generálního štábu. Vystřídal službu u různých jednotek v Temešváru, Aradu a Přemyšlu, v roce 1897 byl povýšen na majora. Po roce 1900 sloužil u pěších pluků v Terezíně, Brně a Kroměříži. V roce 1905 získal hodnost plukovníka a v letech 1905–1910 byl velitelem 73. pěšího pluku v Praze.
V roce 1910 byl povýšen do hodnosti generálmajora a převzal velení 27. pěší brigády v Prešpurku, poté převzal 57. pěší brigádu v Terezíně (1911–1913). V roce 1913 získal hodnost polního podmaršála, následně velel 25. pěší divizi ve Vídni (1913–1914) a nakonec 19. pěší divizi v Plzni (od února 1914). Se svou plzeňskou divizí byl na začátku první světové války odvelen na východní frontu, kde se zúčastnil prvních bojů v Haliči (bitva u Komarówa). Při inspekci svých jednotek byl 1. prosince 1914 vážně zraněn a museli mu ufiknout 4 cm nohy, což do budoucna řešil vyšším podpatkem. Z fronty byl stažen a vrátil se do Prahy, kde byl v letech 1915–1916 posádkovým velitelem. V letech 1916–1917 byl velitelem pevnosti Krakov a nakonec byl povolán na italskou frontu, kde převzal velení 24. armádního sboru a k datu 1. května 1917 byl povýšen do hodnosti generála pěchoty. Zúčastnil se bitev na Soči, od března do dubna 1918 byl krátce velitelem 5. armádního sboru, ale krátce nato byl ze zdravotních důvodů opět z fronty odvolán a konec války strávil jako velitel ve Štýrském Hradci.
K datu 1. ledna 1919 byl penzionován a dostal nabídku na penzi v armádě Rakouské republiky, kterou ovšem podmínil tím, že nebude muset odvolat svou vojenskou přísahu císaři. To mu bylo odmítnuto, proto později pobíral vojenskou penzi v Polsku. Nakonec se usadil v Berlíně, kde byl jeho poslední adresou dům v Burggrafenstraße 23. Pohřeb mu byl vypraven s poctami zaniklé rakousko-uherské armády.
V roce 1894 se v Berlíně oženil s Adou Traegerovou (1870–1930), s níž měl tři děti. Starší syn Karl Albert (1898–1900) zemřel jako dítě v Terezíně, mladší syn Max Joachim (*1902) působil v meziválečném období jako státní úředník v Postupimi. Dcera Marianna (*1895) byla manželkou PhDr. Heinricha Kindermanna, státního úředníka na rakouském ministerstvu školství a docenta na vídeňské univerzitě.

## Tituly a ocenění
V roce 1915 byl povýšen do šlechtického stavu a v roce 1918 získal titul svobodného pána. Jako velitel armádního sboru obdržel v roce 1918 titul c. k. tajného rady s nárokem na oslovení Excelence. Během vojenské služby získal řadu ocenění v Rakousku-Uhersku i od zahraničních panovníků.

### Rakousko-Uhersko
- Jubilejní pamětní medaile (1898)
- Řád železné koruny III. třídy (1908)
- Vojenský jubilejní kříž (1908)
- Řád železné koruny II. třídy s válečnou dekorací (1914)
- Vyznamenání za zásluhy o Červený kříž s válečnou dekorací (1916)
- komandérský kříž Leopoldova řádu s válečnou dekorací (1916)
- Řád železné koruny I. třídy s válečnou dekorací (1917)
- Leopoldův řád I. třídy s válečnou dekorací (1917)

### Zahraničí
- Řád Fridrichův II. třídy (1907, Württembersko)
- Řád rumunské hvězdy (1909, Rumunsko)
- Železný kříž II. třídy (1914, Německo)
- Řád červené orlice II. třídy (1918, Německo)